# Towarzystwo Ugrofińskie
Towarzystwo Ugrofińskie (fr. Société Finno-Ougrienne, fiń. Suomalais-Ugrilainen Seura) – fińskie towarzystwo naukowe, poświęcone studiom języków ugrofińskich. Zostało założone w Helsinkach w 1883 roku dzięki staraniom profesora Otto Donnera.

## Czasopisma naukowe wydawane przez stowarzyszenie
- Mémoires de la Société Finno-Ougrienne (254 tomów)
- Finnisch-ugrische Forschungen (59 tomów)
- Journal de la Société Finno-Ougrienne (91 tomów)